# كورينتين موتيت
كورينتين موتيت (مواليد 19 أبريل 1999) هو لاعب تنس محترف فرنسي، أعلى تصنيف له في الفردي كان ال67 في مايو 2022.

## روابط خارجية
- كورينتين موتيت على موقع رابطة محترفي التنس (الإنجليزية)
- كورينتين موتيت على موقع الاتحاد الدولي لكرة المضرب (الإنجليزية)
- كورينتين موتيت على موقع خلاصة التنس.كوم (الإنجليزية)
- كورينتين موتيت على موقع إي إس بي إن.كوم (الإنجليزية)